# Aleksandar Kolarov
Aleksandar Kolarov (in serbo Александар Коларов?; Belgrado, 10 novembre 1985) è un allenatore di calcio, dirigente sportivo ed ex calciatore serbo, di ruolo difensore, tecnico in seconda dell'Inter.
Nel 2011 è stato premiato come miglior calciatore serbo dell'anno.

## Caratteristiche tecniche
Di ruolo terzino sinistro, all'occorrenza poteva essere schierato come centrocampista esterno o difensore centrale. Mancino dal tiro potente, era un buon tiratore di calci di punizione e rigori. Disponeva di un tiro molto potente che andava oltre i 120 km/h. Era dotato di ottima tecnica individuale e riusciva a segnalarsi anche come prezioso uomo-assist, grazie alla capacità di saltare gli avversari in dribbling con cui riusciva ad arrivare fino a fondo campo, nei suoi continui inserimenti, per poi lasciar partire dei cross molto precisi e invitanti per i propri compagni di squadra. Si distingueva anche per il carattere e la foga agonistica con cui giocava, oltre che per il carisma e la leadership.

## Carriera

### Giocatore

#### Club

##### Gli inizi in Serbia
Nella stagione 2004-2005 ha vestito la maglia del FK Čukarički Stankom nella massima serie del campionato serbo-montenegrino. Con la squadra di Čukarica, ha disputato 27 partite e segnato 2 reti chiudendo il campionato al quattordicesimo posto e senza riuscire ad evitare la retrocessione in Prva liga Srbije.
Al termine della stagione si è trasferito a Belgrado acquistato dall'Omladinski fudbalski klub Beograd. Con i bianco-blu ha giocato due campionati totalizzando 38 presenze e 5 gol. Nella stagione 2005-2006, nell'ultima edizione del campionato serbo-montenegrino, ha chiuso al sesto posto. La stagione 2006-2007 si è classificato al settimo posto nel neonato campionato di calcio della Serbia.

##### Lazio
Nell'estate del 2007 firma un contratto quadriennale con la Lazio, che lo paga 800 000 euro.. Nella prima fase del campionato il tecnico Delio Rossi lo schiera con continuità facendolo esordire il 14 agosto 2007 all'Olimpico nel pareggio 1-1 contro la Dinamo Bucarest, nell'andata del 3º turno preliminare, della Champions League 2007-2008. In campionato realizza la sua prima rete con la maglia biancoceleste nella partita Reggina-Lazio (1-1) del 30 settembre 2007, con un tiro da 35 metri.. Kolarov risulta decisivo in Coppa Italia 2007-2008 dove mette a segno due reti dalla lunga distanza, entrambe contro la Fiorentina nei quarti di finale: la prima all'andata tramite un tiro dai trenta metri; la seconda nella gara di ritorno su una punizione dai venti metri, complice anche un'incertezza di Sébastien Frey.
Nella stagione 2008-2009, Kolarov sigla due reti: la prima ai danni del Lecce il 22 febbraio 2009 (Lecce-Lazio 0-2) con un tiro potente e preciso dal vertice sinistro dell'area di rigore da dove batte Benussi incrociando sul secondo palo; la seconda invece è frutto di una vera e propria cavalcata durante il derby con la Roma l'11 aprile 2009, dove mette a segno il definitivo 4 a 2 con un tiro di destro (pur essendo mancino) dopo settanta metri di corsa. Il 22 aprile 2009 nella semifinale di ritorno di Coppa Italia disputata a Torino contro la Juventus realizza la rete del momentaneo 2-0 in favore della squadra biancoceleste, marcatura che sostanzialmente sancisce la qualificazione in finale della compagine capitolina. Il 13 maggio 2009 vince la Coppa Italia contro la Sampdoria realizzando uno dei rigori calciati al termine dei 120 minuti complessivi di gioco, terminati sull'1-1.
L'8 agosto 2009 conquista il secondo trofeo con la maglia biancoceleste: a Pechino la Lazio vince la sua terza Supercoppa italiana, imponendosi per 2-1 sull'Inter. Nel corso della stagione, nonostante i biancocelesti concludano il campionato al 12º posto, realizza cinque gol, uno in Coppa Italia contro il Palermo agli ottavi (vittoria per 2-0), tre in campionato contro Genoa (vittoria per 1-0), Livorno su rigore (vittoria per 4-1) e Palermo (sconfitta per 3-1) e uno nella partita dei preliminari di Europa League vinta 3-0 contro l'Elfsborg.

##### Manchester City

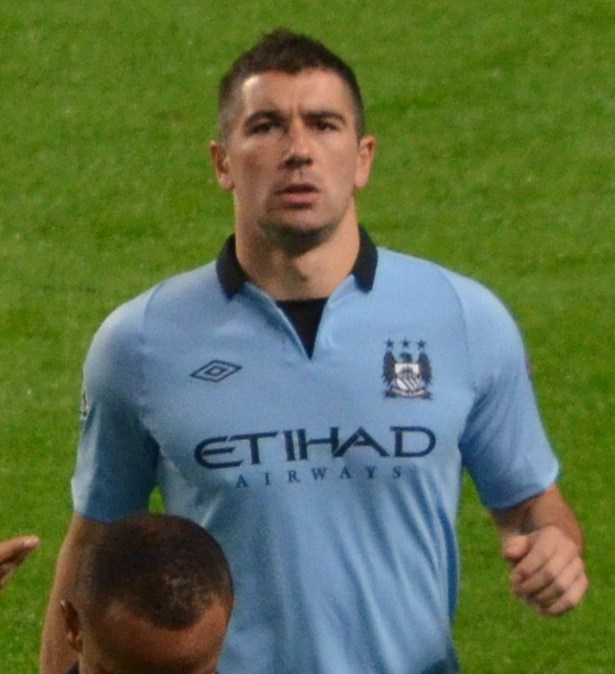
Kolarov con la maglia del Manchester City nel 2012

Il 24 luglio 2010 viene annunciato il suo passaggio al Manchester City di Roberto Mancini per 18 milioni di euro. Esordisce in Premier League nella partita giocata a Londra e pareggiata 0-0 con il Tottenham, partita in cui, inoltre, rimedia una frattura ed è costretto a rimanere fuori per un periodo tra i 3 e i 5 mesi. Il 18 gennaio 2011 segna il suo primo gol con la maglia dei Citizens in una partita di FA Cup contro il Leicester City, partita vinta per 4-2, mentre il 2 febbraio 2011, mette a segno il suo primo gol, su punizione, in Premier League contro il Birmingham City, partita finita 2-2.
Segna il suo primo gol in Champions League, il 14 settembre 2011, nella partita contro il Napoli su punizione. l'8 gennaio 2012 segna il suo primo gol nel Derby di Manchester su punizione nei trentaduesimi di finale di FA Cup, partita però vinta dai Red Devils del Manchester United per 3-2. Il 13 maggio 2012 conquista il suo secondo titolo con la maglia dei Citizens, vincendo all'ultima giornata il 3º titolo di Inghilterra della storia del Manchester City. Ad inizio della stagione 2012-2013 vince il suo terzo titolo con la maglia del City, vincendo la sua prima FA Community Shield battendo per 3-2 il Chelsea. Il primo gol stagionale arriva il 18 settembre 2012, alla prima partita di Champions League, contro il Real Madrid segnando su punizione, la partita però fu vinta dai madrileni per 3-2. Il 2 marzo 2014 vince la Coppa di Lega inglese, quarto titolo con la maglia del Manchester City, battendo in finale il Sunderland per 3-1. L'11 maggio 2014 vince il suo secondo campionato, con la maglia del Manchester City.
Il 12 giugno 2014 decide di rinnovare il proprio contratto, con il Manchester City, fino al 2018. Il 10 agosto 2014 perde la sua seconda Community Shield poiché il Manchester City viene battuto dall'Arsenal per 3-0. Il 1º marzo 2015, in occasione della sconfitta esterna, per 2-1, contro il Liverpool, raggiunge quota 100 presenze in Premier League.
Il 28 febbraio 2016, pur non scendendo in campo in occasione della finale contro il Liverpool, vince la sua seconda Coppa di Lega, risultando essere il sesto titolo vinto con la maglia dei Citizens. Il 2 marzo successivo, in occasione della trasferta persa contro il Liverpool per 3-0, disputa la sua 200ª partita con la maglia del Manchester City.

##### Roma

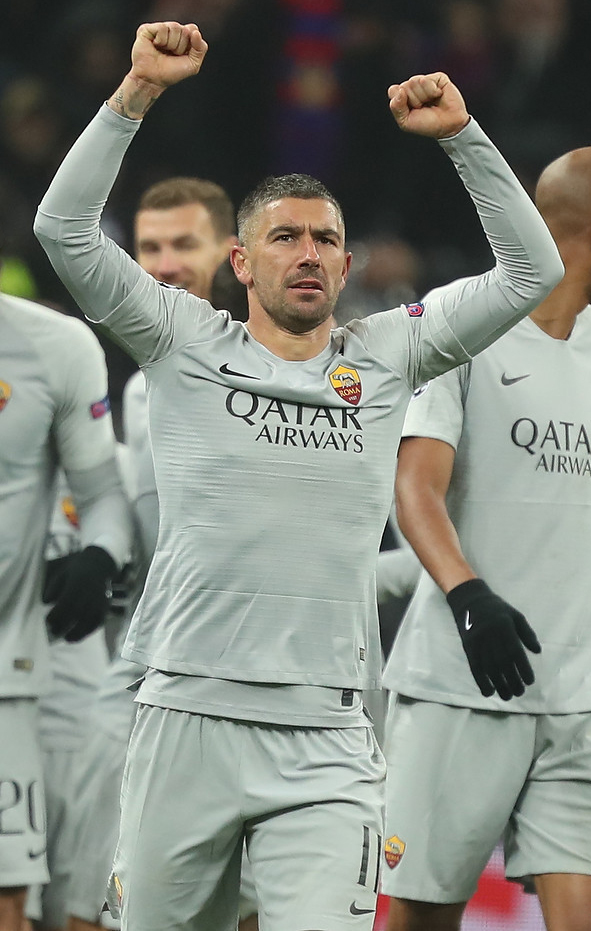
Kolarov alla Roma nel 2018

Il 22 luglio 2017 si trasferisce alla Roma per 5 milioni di euro, tornando così in Italia dopo 7 anni, venendo acquistato come sostituto dell'infortunato Emerson Palmieri. Il 20 agosto fa il suo esordio nel campionato di Serie A 2017-2018 con la casacca giallorossa in casa dell'Atalanta, realizzando la rete del definitivo 1-0 su calcio di punizione. Complice l'assenza di Palmieri, assieme con il buon rendimento oltre le aspettative, Kolarov riesce già nelle prime partite con la squadra giallorossa ad affermarsi come elemento chiave della formazione giallorossa, e del gioco proposto dal nuovo allenatore Eusebio Di Francesco. Il 18 ottobre 2017, nella partita contro il Chelsea, segna il suo primo gol in Champions League (competizione nella quale mancava un suo goal dalla stagione 2013-2014) con la maglia giallorossa, segnando la rete del momentaneo 2-1 per la squadra inglese, partita che poi terminerà con il punteggio di 3-3.
Il 29 settembre 2018, in occasione del derby contro la Lazio, Kolarov va nuovamente in rete, divenendo il secondo calciatore nella storia dei due club (dopo Arne Selmosson) ad essere andato a segno in occasione del derby di Roma con ambo le maglie.. Dopo il gol su rigore in occasione del derby del 1 settembre 2019, Kolarov è divenuto l'unico giocatore ad essere andato a segno per più di una volta nel derby della capitale vestendo entrambe le casacche.
Il 19 settembre 2019, Kolarov disputa la sua prima gara di Europa League in giallorosso, contro l'İstanbul Başakşehir. Il 20 ottobre 2019, Kolarov timbra la sua centesima presenza in giallorosso, nel match di Serie A contro la Sampdoria. Il 7 gennaio 2020 rinnova il suo contratto con il club capitolino.

##### Inter e ritiro
L'8 settembre 2020 si trasferisce a titolo definitivo all'Inter. Esordisce con i nerazzurri in Serie A il 26 settembre successivo, nella vittoria per 4-3 contro la Fiorentina. La sua stagione è al di sotto delle aspettative, ma a fine anno può festeggiare la vittoria del campionato. Il 6 luglio 2021 rinnova il proprio contratto con i nerazzurri per un altro anno. Il 12 gennaio 2022, pur non giocando, vince il suo secondo trofeo con l'Inter, la Supercoppa italiana, battendo per 2-1 la Juventus dopo i tempi supplementari. Nel corso della stagione vince anche la Coppa Italia, superando la Juventus in finale per 4-2 dopo i tempi supplementari; anche in questo caso Kolarov non viene impiegato.
Il 19 giugno 2022, dopo due stagioni con sole 15 presenze totali in maglia nerazzurra, comunica il suo addio al calcio giocato, dichiarando di voler intraprendere un percorso come figura dirigenziale.

#### Nazionale
Nel 2007 con la Serbia Under-21 ha partecipato, classificandosi al secondo posto, agli Europei di categoria disputati nei Paesi Bassi, giocando cinque partite e mettendo a segno una rete nella semifinale vinta per 2-0 sul Belgio Under-21. È stato anche convocato per le Olimpiadi di Pechino.
Con la nazionale maggiore ha giocato il Mondiale 2010, scendendo in campo in due occasioni. L'11 settembre 2012 va a segno per la prima volta con la maglia della nazionale, segnando su calcio di punizione e firmando il momentaneo 1-0 contro il Galles, in una partita che finirà con la vittoria per 6-1 della Serbia.
Il 9 ottobre 2017, grazie alla vittoria di misura sulla Georgia, la nazionale serba si qualifica come prima classificata nel gruppo D ai Mondiali di Russia del 2018. Il 19 marzo 2018 diventa il nuovo capitano delle Aquile Bianche. Il 17 giugno 2018 Kolarov segna la sua prima rete in un mondiale di calcio, decidendo la gara d'esordio della Serbia contro la Costa Rica.

### Allenatore
Dopo aver seguito il corso da allenatore a Coverciano e conseguito il master UEFA Pro A, l'8 novembre 2024 viene nominato commissario tecnico della nazionale maschile Under-21 serba. In seguito, lascia il ruolo per entrare a far parte dello staff di Cristian Chivu come allenatore in seconda alla guida dell'Inter.

### Dirigente
Il 13 aprile 2023 ottiene l'abilitazione come direttore sportivo.
Il 3 giugno 2023 inizia la propria carriera dirigenziale come direttore sportivo venendo assunto dal Pisa. Tuttavia il 10 luglio seguente si dimette per motivi familiari.

## Statistiche

### Presenze e reti nei club
| Stagione                 | Squadra                  | Campionato               | Campionato | Campionato | Coppe nazionali | Coppe nazionali | Coppe nazionali | Coppe continentali | Coppe continentali | Coppe continentali | Altre coppe | Altre coppe | Altre coppe | Totale | Totale |
| Stagione                 | Squadra                  | Comp                     | Pres       | Reti       | Comp            | Pres            | Reti            | Comp               | Pres               | Reti               | Comp        | Pres        | Reti        | Pres   | Reti   |
| ------------------------ | ------------------------ | ------------------------ | ---------- | ---------- | --------------- | --------------- | --------------- | ------------------ | ------------------ | ------------------ | ----------- | ----------- | ----------- | ------ | ------ |
| 2004-2005                | Čukarički Stankom        | SL                       | 27         | 2          | CS              | 0               | 0               | -                  | -                  | -                  | -           | -           | -           | 27     | 2      |
| 2005-gen. 2006           | Čukarički Stankom        | PL                       | 17         | 0          | CS              | 0               | 0               | -                  | -                  | -                  | -           | -           | -           | 17     | 0      |
| Totale Cukaricki Stankom | Totale Cukaricki Stankom | Totale Cukaricki Stankom | 44         | 2          |                 | -               | -               |                    | -                  | -                  |             | -           | -           | 44     | 2      |
| gen.-giu. 2006           | OFK Belgrado             | SL                       | 11         | 1          | CS              | 0               | 0               | -                  | -                  | -                  | -           | -           | -           | 11     | 1      |
| 2006-2007                | OFK Belgrado             | SL                       | 27         | 4          | CS              | 0               | 0               | -                  | -                  | -                  | -           | -           | -           | 27     | 4      |
| Totale OFK Belgrado      | Totale OFK Belgrado      | Totale OFK Belgrado      | 38         | 5          |                 | -               | -               |                    | -                  | -                  |             | -           | -           | 38     | 5      |
| 2007-2008                | Lazio                    | A                        | 24         | 1          | CI              | 5               | 2               | UCL                | 3                  | 0                  | -           | -           | -           | 32     | 3      |
| 2008-2009                | Lazio                    | A                        | 25         | 2          | CI              | 6               | 1               | -                  | -                  | -                  | -           | -           | -           | 31     | 3      |
| 2009-2010                | Lazio                    | A                        | 33         | 3          | CI              | 2               | 1               | UEL                | 5                  | 1                  | SI          | 1           | 0           | 41     | 5      |
| Totale Lazio             | Totale Lazio             | Totale Lazio             | 82         | 6          |                 | 13              | 4               |                    | 8                  | 1                  |             | 1           | 0           | 104    | 11     |
| 2010-2011                | Manchester City          | PL                       | 24         | 1          | FACup+CdL       | 8+0             | 1               | UEL                | 5                  | 1                  | -           | -           | -           | 37     | 3      |
| 2011-2012                | Manchester City          | PL                       | 12         | 2          | FACup+CdL       | 1+5             | 1+0             | UCL+UEL            | 5+3                | 1+0                | CS          | 1           | 0           | 27     | 4      |
| 2012-2013                | Manchester City          | PL                       | 20         | 1          | FACup+CdL       | 3+1             | 1+1             | UCL                | 5                  | 1                  | CS          | 1           | 0           | 30     | 4      |
| 2013-2014                | Manchester City          | PL                       | 30         | 1          | FACup+CdL       | 2+5             | 1+1             | UCL                | 7                  | 1                  | -           | -           | -           | 44     | 4      |
| 2014-2015                | Manchester City          | PL                       | 21         | 2          | FACup+CdL       | 2+2             | 0               | UCL                | 4                  | 0                  | CS          | 1           | 0           | 30     | 2      |
| 2015-2016                | Manchester City          | PL                       | 29         | 3          | FACup+CdL       | 2+2             | 0               | UCL                | 6                  | 0                  | -           | -           | -           | 39     | 3      |
| 2016-2017                | Manchester City          | PL                       | 29         | 1          | FACup+CdL       | 2+1             | 0               | UCL                | 8                  | 0                  | -           | -           | -           | 40     | 1      |
| Totale Manchester City   | Totale Manchester City   | Totale Manchester City   | 165        | 11         |                 | 36              | 6               |                    | 43                 | 4                  |             | 3           | 0           | 247    | 21     |
| 2017-2018                | Roma                     | A                        | 35         | 2          | CI              | 0               | 0               | UCL                | 12                 | 1                  | -           | -           | -           | 47     | 3      |
| 2018-2019                | Roma                     | A                        | 33         | 8          | CI              | 2               | 1               | UCL                | 8                  | 0                  | -           | -           | -           | 43     | 9      |
| 2019-2020                | Roma                     | A                        | 32         | 7          | CI              | 2               | 0               | UEL                | 8                  | 0                  | -           | -           | -           | 42     | 7      |
| Totale Roma              | Totale Roma              | Totale Roma              | 100        | 17         |                 | 4               | 1               |                    | 28                 | 1                  |             | -           | -           | 132    | 19     |
| 2020-2021                | Inter                    | A                        | 7          | 0          | CI              | 3               | 0               | UCL                | 1                  | 0                  | -           | -           | -           | 11     | 0      |
| 2021-2022                | Inter                    | A                        | 3          | 0          | CI              | 0               | 0               | UCL                | 1                  | 0                  | SI          | 0           | 0           | 4      | 0      |
| Totale Inter             | Totale Inter             | Totale Inter             | 10         | 0          |                 | 3               | 0               |                    | 2                  | 0                  |             | 0           | 0           | 15     | 0      |
| Totale carriera          | Totale carriera          | Totale carriera          | 439        | 41         |                 | 56              | 11              |                    | 81                 | 6                  |             | 4           | 0           | 580    | 58     |

### Cronologia presenze e reti in nazionale
| Cronologia completa delle presenze e delle reti in nazionale ― Serbia | Cronologia completa delle presenze e delle reti in nazionale ― Serbia | Cronologia completa delle presenze e delle reti in nazionale ― Serbia | Cronologia completa delle presenze e delle reti in nazionale ― Serbia | Cronologia completa delle presenze e delle reti in nazionale ― Serbia | Cronologia completa delle presenze e delle reti in nazionale ― Serbia | Cronologia completa delle presenze e delle reti in nazionale ― Serbia | Cronologia completa delle presenze e delle reti in nazionale ― Serbia |
| Data                                                                  | Città                                                                 | In casa                                                               | Risultato                                                             | Ospiti                                                                | Competizione                                                          | Reti                                                                  | Note                                                                  |
| --------------------------------------------------------------------- | --------------------------------------------------------------------- | --------------------------------------------------------------------- | --------------------------------------------------------------------- | --------------------------------------------------------------------- | --------------------------------------------------------------------- | --------------------------------------------------------------------- | --------------------------------------------------------------------- |
| 28-5-2008                                                             | Burghausen                                                            | Russia                                                                | 2 – 1                                                                 | Serbia                                                                | Amichevole                                                            | -                                                                     |                                                                       |
| 19-11-2008                                                            | Belgrado                                                              | Serbia                                                                | 6 – 1                                                                 | Bulgaria                                                              | Amichevole                                                            | -                                                                     |                                                                       |
| 10-2-2009                                                             | Nicosia                                                               | Cipro                                                                 | 0 – 2                                                                 | Serbia                                                                | Torneo di Cipro 2009 - Semifinale                                     | -                                                                     | 67’                                                                   |
| 11-2-2009                                                             | Nicosia                                                               | Ucraina                                                               | 1 – 0                                                                 | Serbia                                                                | Torneo di Cipro 2009 - Finale                                         | -                                                                     | 75’                                                                   |
| 1-4-2009                                                              | Belgrado                                                              | Serbia                                                                | 2 – 0                                                                 | Svezia                                                                | Amichevole                                                            | -                                                                     | 66’                                                                   |
| 10-6-2009                                                             | Tórshavn                                                              | Fær Øer                                                               | 0 – 2                                                                 | Serbia                                                                | Qual. Mondiali 2010                                                   | -                                                                     |                                                                       |
| 10-10-2009                                                            | Belgrado                                                              | Serbia                                                                | 5 – 0                                                                 | Romania                                                               | Qual. Mondiali 2010                                                   | -                                                                     |                                                                       |
| 14-11-2009                                                            | Belfast                                                               | Irlanda del Nord                                                      | 0 – 1                                                                 | Serbia                                                                | Amichevole                                                            | -                                                                     | 67’                                                                   |
| 18-11-2009                                                            | Londra                                                                | Corea del Sud                                                         | 0 – 1                                                                 | Serbia                                                                | Amichevole                                                            | -                                                                     | 72’                                                                   |
| 3-3-2010                                                              | Algeri                                                                | Algeria                                                               | 0 – 3                                                                 | Serbia                                                                | Amichevole                                                            | -                                                                     | 45’                                                                   |
| 29-5-2010                                                             | Klagenfurt am Wörthersee                                              | Serbia                                                                | 0 – 1                                                                 | Nuova Zelanda                                                         | Amichevole                                                            | -                                                                     | 20’                                                                   |
| 2-6-2010                                                              | Kufstein                                                              | Polonia                                                               | 0 – 0                                                                 | Serbia                                                                | Amichevole                                                            | -                                                                     |                                                                       |
| 5-6-2010                                                              | Belgrado                                                              | Serbia                                                                | 4 – 3                                                                 | Camerun                                                               | Amichevole                                                            | -                                                                     | 46’                                                                   |
| 13-6-2010                                                             | Pretoria                                                              | Serbia                                                                | 0 – 1                                                                 | Ghana                                                                 | Mondiali 2010 - 1º turno                                              | -                                                                     |                                                                       |
| 18-6-2010                                                             | Port Elizabeth                                                        | Germania                                                              | 0 – 1                                                                 | Serbia                                                                | Mondiali 2010 - 1º turno                                              | -                                                                     | 19’                                                                   |
| 11-8-2010                                                             | Belgrado                                                              | Serbia                                                                | 0 – 1                                                                 | Grecia                                                                | Amichevole                                                            | -                                                                     | 46’                                                                   |
| 17-11-2010                                                            | Sofia                                                                 | Bulgaria                                                              | 0 – 1                                                                 | Serbia                                                                | Amichevole                                                            | -                                                                     |                                                                       |
| 9-2-2011                                                              | Tel Aviv                                                              | Israele                                                               | 0 – 2                                                                 | Serbia                                                                | Amichevole                                                            | -                                                                     | 56’ 77’                                                               |
| 25-3-2011                                                             | Belgrado                                                              | Serbia                                                                | 2 – 1                                                                 | Irlanda del Nord                                                      | Qual. Euro 2012                                                       | -                                                                     |                                                                       |
| 29-3-2011                                                             | Tallinn                                                               | Estonia                                                               | 1 – 1                                                                 | Serbia                                                                | Qual. Euro 2012                                                       | -                                                                     |                                                                       |
| 3-6-2011                                                              | Seul                                                                  | Corea del Sud                                                         | 2 – 1                                                                 | Serbia                                                                | Amichevole                                                            | -                                                                     | 46’                                                                   |
| 10-8-2011                                                             | Mosca                                                                 | Russia                                                                | 1 – 0                                                                 | Serbia                                                                | Amichevole                                                            | -                                                                     |                                                                       |
| 2-9-2011                                                              | Lurgan                                                                | Irlanda del Nord                                                      | 0 – 1                                                                 | Serbia                                                                | Qual. Euro 2012                                                       | -                                                                     |                                                                       |
| 6-9-2011                                                              | Belgrado                                                              | Serbia                                                                | 3 – 1                                                                 | Fær Øer                                                               | Qual. Euro 2012                                                       | -                                                                     |                                                                       |
| 7-10-2011                                                             | Belgrado                                                              | Serbia                                                                | 1 – 1                                                                 | Italia                                                                | Qual. Euro 2012                                                       | -                                                                     |                                                                       |
| 11-10-2011                                                            | Maribor                                                               | Slovenia                                                              | 1 – 0                                                                 | Serbia                                                                | Qual. Euro 2012                                                       | -                                                                     |                                                                       |
| 11-11-2011                                                            | Querétaro                                                             | Messico                                                               | 2 – 0                                                                 | Serbia                                                                | Amichevole                                                            | -                                                                     | 84’, 85’                                                              |
| 28-2-2012                                                             | Limassol                                                              | Serbia                                                                | 2 – 0                                                                 | Armenia                                                               | Amichevole                                                            | -                                                                     |                                                                       |
| 29-2-2012                                                             | Nicosia                                                               | Cipro                                                                 | 0 – 0                                                                 | Serbia                                                                | Amichevole                                                            | -                                                                     | 90+1’                                                                 |
| 26-5-2012                                                             | San Gallo                                                             | Spagna                                                                | 2 – 0                                                                 | Serbia                                                                | Amichevole                                                            | -                                                                     | 70’                                                                   |
| 31-5-2012                                                             | Reims                                                                 | Francia                                                               | 2 – 0                                                                 | Serbia                                                                | Amichevole                                                            | -                                                                     | 60’                                                                   |
| 5-6-2012                                                              | Solna                                                                 | Svezia                                                                | 2 – 1                                                                 | Serbia                                                                | Amichevole                                                            | -                                                                     | 77’                                                                   |
| 15-8-2012                                                             | Belgrado                                                              | Serbia                                                                | 0 – 0                                                                 | Irlanda                                                               | Amichevole                                                            | -                                                                     |                                                                       |
| 8-9-2012                                                              | Glasgow                                                               | Scozia                                                                | 0 – 0                                                                 | Serbia                                                                | Qual. Mondiali 2014                                                   | -                                                                     |                                                                       |
| 11-9-2012                                                             | Novi Sad                                                              | Serbia                                                                | 6 – 1                                                                 | Galles                                                                | Qual. Mondiali 2014                                                   | 1                                                                     |                                                                       |
| 12-10-2012                                                            | Belgrado                                                              | Serbia                                                                | 0 – 3                                                                 | Belgio                                                                | Qual. Mondiali 2014                                                   | -                                                                     | 48’                                                                   |
| 16-10-2012                                                            | Skopje                                                                | Macedonia                                                             | 1 – 0                                                                 | Serbia                                                                | Qual. Mondiali 2014                                                   | -                                                                     |                                                                       |
| 14-11-2012                                                            | San Gallo                                                             | Cile                                                                  | 1 – 3                                                                 | Serbia                                                                | Amichevole                                                            | -                                                                     | 45’                                                                   |
| 6-2-2013                                                              | Nicosia                                                               | Cipro                                                                 | 1 – 3                                                                 | Serbia                                                                | Amichevole                                                            | -                                                                     |                                                                       |
| 22-3-2013                                                             | Zagabria                                                              | Croazia                                                               | 2 – 0                                                                 | Serbia                                                                | Qual. Mondiali 2014                                                   | -                                                                     | 36’                                                                   |
| 7-6-2013                                                              | Bruxelles                                                             | Belgio                                                                | 2 – 1                                                                 | Serbia                                                                | Qual. Mondiali 2014                                                   | 1                                                                     |                                                                       |
| 6-9-2013                                                              | Belgrado                                                              | Serbia                                                                | 1 – 1                                                                 | Croazia                                                               | Qual. Mondiali 2014                                                   | -                                                                     |                                                                       |
| 10-9-2013                                                             | Cardiff                                                               | Galles                                                                | 0 – 3                                                                 | Serbia                                                                | Qual. Mondiali 2014                                                   | 1                                                                     |                                                                       |
| 15-10-2013                                                            | Jagodina                                                              | Serbia                                                                | 5 – 1                                                                 | Macedonia                                                             | Qual. Mondiali 2014                                                   | 1                                                                     |                                                                       |
| 15-11-2013                                                            | Dubai                                                                 | Russia                                                                | 1 – 1                                                                 | Serbia                                                                | Amichevole                                                            | -                                                                     |                                                                       |
| 5-3-2014                                                              | Dublino                                                               | Irlanda                                                               | 1 – 2                                                                 | Serbia                                                                | Amichevole                                                            | -                                                                     |                                                                       |
| 26-5-2014                                                             | Harrison                                                              | Serbia                                                                | 2 – 1                                                                 | Giamaica                                                              | Amichevole                                                            | 1                                                                     |                                                                       |
| 31-5-2014                                                             | Bridgeview                                                            | Panama                                                                | 1 – 1                                                                 | Serbia                                                                | Amichevole                                                            | -                                                                     |                                                                       |
| 6-6-2014                                                              | San Paolo                                                             | Brasile                                                               | 1 – 0                                                                 | Serbia                                                                | Amichevole                                                            | -                                                                     |                                                                       |
| 7-9-2014                                                              | Belgrado                                                              | Serbia                                                                | 1 – 1                                                                 | Francia                                                               | Amichevole                                                            | 1                                                                     |                                                                       |
| 11-10-2014                                                            | Erevan                                                                | Armenia                                                               | 1 – 1                                                                 | Serbia                                                                | Qual. Euro 2016                                                       | -                                                                     |                                                                       |
| 14-10-2014                                                            | Belgrado                                                              | Serbia                                                                | 0 – 3 tav                                                             | Albania                                                               | Qual. Euro 2016                                                       | -                                                                     |                                                                       |
| 29-3-2015                                                             | Lisbona                                                               | Portogallo                                                            | 2 – 1                                                                 | Serbia                                                                | Qual. Euro 2016                                                       | -                                                                     | 47’                                                                   |
| 7-6-2015                                                              | Sankt Pölten                                                          | Serbia                                                                | 4 – 1                                                                 | Azerbaigian                                                           | Amichevole                                                            | -                                                                     |                                                                       |
| 13-6-2015                                                             | Copenaghen                                                            | Danimarca                                                             | 2 – 0                                                                 | Serbia                                                                | Qual. Euro 2016                                                       | -                                                                     | 63’                                                                   |
| 4-9-2015                                                              | Novi Sad                                                              | Serbia                                                                | 2 – 0                                                                 | Armenia                                                               | Qual. Euro 2016                                                       | -                                                                     |                                                                       |
| 8-10-2015                                                             | Elbasan                                                               | Albania                                                               | 0 – 2                                                                 | Serbia                                                                | Qual. Euro 2016                                                       | 1                                                                     |                                                                       |
| 11-10-2015                                                            | Belgrado                                                              | Serbia                                                                | 1 – 2                                                                 | Portogallo                                                            | Qual. Euro 2016                                                       | -                                                                     | 77’ 79’, 80’                                                          |
| 13-11-2015                                                            | Ostrava                                                               | Rep. Ceca                                                             | 4 – 1                                                                 | Serbia                                                                | Amichevole                                                            | -                                                                     |                                                                       |
| 23-3-2016                                                             | Poznań                                                                | Polonia                                                               | 1 – 0                                                                 | Serbia                                                                | Amichevole                                                            | -                                                                     |                                                                       |
| 29-3-2016                                                             | Tallinn                                                               | Estonia                                                               | 0 – 1                                                                 | Serbia                                                                | Amichevole                                                            | 1                                                                     |                                                                       |
| 25-5-2016                                                             | Užice                                                                 | Serbia                                                                | 2 – 1                                                                 | Cipro                                                                 | Amichevole                                                            | -                                                                     | 46’                                                                   |
| 31-5-2016                                                             | Novi Sad                                                              | Serbia                                                                | 3 – 1                                                                 | Israele                                                               | Amichevole                                                            | -                                                                     |                                                                       |
| 5-6-2016                                                              | Monaco                                                                | Serbia                                                                | 1 – 1                                                                 | Russia                                                                | Amichevole                                                            | -                                                                     | 46’                                                                   |
| 6-10-2016                                                             | Chișinău                                                              | Moldavia                                                              | 0 – 3                                                                 | Serbia                                                                | Qual. Mondiali 2018                                                   | -                                                                     | 33’                                                                   |
| 9-10-2016                                                             | Belgrado                                                              | Serbia                                                                | 3 – 2                                                                 | Austria                                                               | Qual. Mondiali 2018                                                   | -                                                                     | 80’                                                                   |
| 24-3-2017                                                             | Tbilisi                                                               | Georgia                                                               | 1 – 3                                                                 | Serbia                                                                | Qual. Mondiali 2018                                                   | -                                                                     |                                                                       |
| 11-6-2017                                                             | Belgrado                                                              | Serbia                                                                | 1 – 1                                                                 | Galles                                                                | Qual. Mondiali 2018                                                   | -                                                                     |                                                                       |
| 2-9-2017                                                              | Belgrado                                                              | Serbia                                                                | 3 – 0                                                                 | Moldavia                                                              | Qual. Mondiali 2018                                                   | 1                                                                     |                                                                       |
| 5-9-2017                                                              | Dublino                                                               | Irlanda                                                               | 0 – 1                                                                 | Serbia                                                                | Qual. Mondiali 2018                                                   | 1                                                                     |                                                                       |
| 6-10-2017                                                             | Vienna                                                                | Austria                                                               | 3 – 2                                                                 | Serbia                                                                | Qual. Mondiali 2018                                                   | -                                                                     |                                                                       |
| 9-10-2017                                                             | Belgrado                                                              | Serbia                                                                | 1 – 0                                                                 | Georgia                                                               | Qual. Mondiali 2018                                                   | -                                                                     |                                                                       |
| 23-3-2018                                                             | Torino                                                                | Serbia                                                                | 1 – 2                                                                 | Marocco                                                               | Amichevole                                                            | -                                                                     | cap. 78’                                                              |
| 27-3-2018                                                             | Londra                                                                | Nigeria                                                               | 0 – 2                                                                 | Serbia                                                                | Amichevole                                                            | -                                                                     | cap.                                                                  |
| 4-6-2018                                                              | Graz                                                                  | Serbia                                                                | 0 – 1                                                                 | Cile                                                                  | Amichevole                                                            | -                                                                     | cap. 80’                                                              |
| 9-6-2018                                                              | Graz                                                                  | Serbia                                                                | 5 – 1                                                                 | Bolivia                                                               | Amichevole                                                            | -                                                                     | cap.                                                                  |
| 17-6-2018                                                             | Samara                                                                | Costa Rica                                                            | 0 – 1                                                                 | Serbia                                                                | Mondiali 2018 - 1º turno                                              | 1                                                                     | cap.                                                                  |
| 22-6-2018                                                             | Kaliningrad                                                           | Serbia                                                                | 1 – 2                                                                 | Svizzera                                                              | Mondiali 2018 - 1º turno                                              | -                                                                     | cap.                                                                  |
| 27-6-2018                                                             | Mosca                                                                 | Serbia                                                                | 0 – 2                                                                 | Brasile                                                               | Mondiali 2018 - 1º turno                                              | -                                                                     | cap.                                                                  |
| 7-9-2018                                                              | Vilnius                                                               | Lituania                                                              | 0 – 1                                                                 | Serbia                                                                | UEFA Nations League 2018-2019 - 1º turno                              | -                                                                     | 77’                                                                   |
| 10-9-2018                                                             | Belgrado                                                              | Serbia                                                                | 2 – 2                                                                 | Romania                                                               | UEFA Nations League 2018-2019 - 1º turno                              | -                                                                     | cap. 47’                                                              |
| 17-11-2018                                                            | Belgrado                                                              | Serbia                                                                | 2 – 1                                                                 | Montenegro                                                            | UEFA Nations League 2018-2019 - 1º turno                              | -                                                                     | cap.                                                                  |
| 7-6-2019                                                              | Leopoli                                                               | Ucraina                                                               | 5 – 0                                                                 | Serbia                                                                | Qual. Euro 2020                                                       | -                                                                     | cap.                                                                  |
| 10-6-2019                                                             | Belgrado                                                              | Serbia                                                                | 4 – 1                                                                 | Lituania                                                              | Qual. Euro 2020                                                       | -                                                                     | cap.                                                                  |
| 7-9-2019                                                              | Belgrado                                                              | Serbia                                                                | 2 – 4                                                                 | Portogallo                                                            | Qual. Euro 2020                                                       | -                                                                     | cap. 65’                                                              |
| 10-9-2019                                                             | Lussemburgo                                                           | Lussemburgo                                                           | 1 – 3                                                                 | Serbia                                                                | Qual. Euro 2020                                                       | -                                                                     | cap. 53’                                                              |
| 10-10-2019                                                            | Kruševac                                                              | Serbia                                                                | 1 – 0                                                                 | Paraguay                                                              | Amichevole                                                            | -                                                                     | cap. 67’                                                              |
| 14-10-2019                                                            | Vilnius                                                               | Lituania                                                              | 1 – 2                                                                 | Serbia                                                                | Qual. Euro 2020                                                       | -                                                                     | cap.                                                                  |
| 14-11-2019                                                            | Belgrado                                                              | Serbia                                                                | 3 – 2                                                                 | Lussemburgo                                                           | Qual. Euro 2020                                                       | -                                                                     | cap.                                                                  |
| 17-11-2019                                                            | Belgrado                                                              | Serbia                                                                | 2 – 2                                                                 | Ucraina                                                               | Qual. Euro 2020                                                       | -                                                                     | cap. 84’                                                              |
| 3-9-2020                                                              | Mosca                                                                 | Russia                                                                | 3 – 1                                                                 | Serbia                                                                | UEFA Nations League 2020-2021 - 1º turno                              | -                                                                     | 64’                                                                   |
| 6-9-2020                                                              | Belgrado                                                              | Serbia                                                                | 0 – 0                                                                 | Turchia                                                               | UEFA Nations League 2020-2021 - 1º turno                              | -                                                                     | cap. 45’, 49’                                                         |
| 8-10-2020                                                             | Oslo                                                                  | Norvegia                                                              | 1 – 2 dts                                                             | Serbia                                                                | Qual. Euro 2020                                                       | -                                                                     | cap.                                                                  |
| 14-10-2020                                                            | Istanbul                                                              | Turchia                                                               | 2 – 2                                                                 | Serbia                                                                | UEFA Nations League 2020-2021 - 1º turno                              | -                                                                     | cap. 77’                                                              |
| Totale                                                                |                                                                       | Presenze (6º posto)                                                   | 94                                                                    |                                                                       | Reti                                                                  | 11                                                                    |                                                                       |

| Cronologia completa delle presenze e delle reti in nazionale ― Serbia olimpica | Cronologia completa delle presenze e delle reti in nazionale ― Serbia olimpica | Cronologia completa delle presenze e delle reti in nazionale ― Serbia olimpica | Cronologia completa delle presenze e delle reti in nazionale ― Serbia olimpica | Cronologia completa delle presenze e delle reti in nazionale ― Serbia olimpica | Cronologia completa delle presenze e delle reti in nazionale ― Serbia olimpica | Cronologia completa delle presenze e delle reti in nazionale ― Serbia olimpica | Cronologia completa delle presenze e delle reti in nazionale ― Serbia olimpica |
| Data                                                                           | Città                                                                          | In casa                                                                        | Risultato                                                                      | Ospiti                                                                         | Competizione                                                                   | Reti                                                                           | Note                                                                           |
| ------------------------------------------------------------------------------ | ------------------------------------------------------------------------------ | ------------------------------------------------------------------------------ | ------------------------------------------------------------------------------ | ------------------------------------------------------------------------------ | ------------------------------------------------------------------------------ | ------------------------------------------------------------------------------ | ------------------------------------------------------------------------------ |
| 7-8-2008                                                                       | Shanghai                                                                       | Australia olimpica                                                             | 1 – 1                                                                          | Serbia olimpica                                                                | Olimpiadi 2008 - 1º turno                                                      | -                                                                              |                                                                                |
| 13-8-2008                                                                      | Pechino                                                                        | Argentina olimpica                                                             | 2 – 0                                                                          | Serbia olimpica                                                                | Olimpiadi 2008 - 1º turno                                                      | -                                                                              |                                                                                |
| Totale                                                                         |                                                                                | Presenze                                                                       | 2                                                                              |                                                                                | Reti                                                                           | 0                                                                              |                                                                                |

## Palmarès

### Club
- Coppa Italia: 2

Lazio: 2008-2009
Inter: 2021-2022
- Supercoppa italiana: 2

Lazio: 2009
Inter: 2021
- Coppa d'Inghilterra: 1

Manchester City: 2010-2011
- Campionato inglese: 2

Manchester City: 2011-2012, 2013-2014
- Community Shield: 1

Manchester City: 2012
- Coppa di Lega inglese: 2

Manchester City: 2013-2014, 2015-2016
- Campionato italiano: 1

Inter: 2020-2021

### Individuale
- Dream Team UEFA: 1

Paesi Bassi 2007
- Calciatore serbo dell'anno: 1

2011
- Gran Galà del calcio AIC: 1

Squadra dell'anno: 2019